# Торгівля впливом
Торгівля впливом ― це практика використання власного впливу в уряді або зв’язків з особами, що мають владу, для отримання прихильності чи пільгового режиму для іншого, як правило, в обмін на плату. Насправді розповсюдження впливу як таке не обов'язково є незаконним, оскільки Організація економічного співробітництва та розвитку (ОЕСР) часто використовує модифікований термін «невиправдане торгування впливом» для позначення незаконних актів лобіювання.  Однак поширення впливу несе слід корупції, який може делегітимувати демократичну політику серед широкої громадськості.

## Відомі випадки
- У 2012 році віце-президента Аргентини Амаду Буду звинуватили у тому, що він був номінальним власником друкарні Ciccone Calcográfica, приватної компанії, яка уклала контракти на друк понад 120 мільйонів нових аргентинських банкнот песо, номерних знаків та інших державних знаків. Контракти присуджував сам Буду, коли був міністром економіки Аргентини. [2]
- У квітні 2009 року колишній політик Ньюфаундленду Ед Бірн був засуджений за розповсюдження впливу за свої дії у скандалі з виборчими округами. Він був першим із чотирьох політиків, засуджених у зв'язку зі скандалом, а решта політиків чекають суду.
- Станом на грудень 2008 року губернатора штату Іллінойс Рода Благоєвича звинуватили у розповсюдженні впливу у спробі продати місце в Сенаті, звільнене новообраним президентом Бараком Обамою. [3]
- Крім того, мер Оттави Ларрі О'Брайен розпочав судовий розгляд з подібних підстав у травні 2009 року. О'Брайена звинуватили у нібито розповсюдженні впливу. 5 серпня 2009 року обидва звинувачення були відхилені суддею Дугласом Каннінгемом, юрисконсультом Верховного суду Онтаріо. [4]

Цей злочин карається у Франції, Іспанії, Португалії, Бельгії, Бразилії, Аргентині, Італії, Великій Британії та Румунії. 
- Ніра Радіа, індійська жінка, яка все ще перебуває під слідством за те, що використовувала свої зв'язки з індійськими політиками та представниками індійських ЗМІ, щоб схилити аукціон з ліцензійних контрактів на кілька мільйонів доларів на користь певних компаній та приватних осіб.
- З 1 липня 2014 року проти екс-президента Франції Ніколя Саркозі проводиться розслідування через нібито розповсюдження впливу.
- У квітні 2015 року прокуратура Бразилії розпочала розслідування щодо розповсюдження впливу на екс-президента Лула. Твердження полягають у тому, що між 2011 і 2014 роками він лобіював для компанії Одебрехт отримання державних закупівель в іноземних країнах, а також отримання BNDES для фінансування цих проектів. Серед країн, де це нібито мало місце, є Гана, Ангола, Куба та Домініканська Республіка. [6]
- 9 грудня 2016 року Національна асамблея імпічментувала Пак Кен Хє, президентку Південної Кореї з 2013 по 2017 рік, за звинуваченнями, пов'язаними з розповсюдженням впливу, її головним помічником Чой Сун Сіль. Тоді прем'єр-міністр Хван Кьо-ан взяв на себе повноваження та обов'язки виконуючого обов'язки президента. Конституційний суд підтримав імпічмент одностайним рішенням 8–0 від 10 березня 2017 року, тим самим усунувши Парк з посади. 6 квітня 2018 року суди Південної Кореї засудили її до 24 років ув'язнення, яке згодом було збільшено до 25 років. У 2018 році дві окремі кримінальні справи призвели до збільшення покарання у виді позбавлення волі на сім років. Її визнали винною в незаконному вилученні з Національної служби розвідки коштів і засудили до п'яти років ув'язнення, а також визнали винною у незаконному втручанні в праймеріз партії Саенурі на законодавчих виборах у Південній Кореї 2016 року, за що вона була засуджений до ще двох років в'язниці.